# Leonforte
Leonforte es una localidad italiana de la provincia de  Enna, región de Sicilia, con 14.030 habitantes.

Ubicación de la ciudad de Leonforte dentro de la provincia de Enna.

## Geografía
Leonforte se halla en el centro del sistema montañoso de los montes Erei. El pueblo se extiende a lo largo de la cuesta de una sierra a una altitud que varia desde los 600 m s. n. m., donde se encuentra el centro histórico, hasta los 700 metros sobre el nivel del mar, donde se ubican los barrios más modernos. Leonforte se encuentra a 22 km de Enna, la ciudad cabecera de provincia.

## Evolución demográfica
| Gráfica de evolución demográfica de Leonforte entre 1861 y 2001 |
|                                                                 |
| Fuente ISTAT - Elaboración gráfica por parte de Wikipedia       |